# خط مورب
خط مورب، اسلش یا کج‌خط یک نشان از گروه نشان‌های سجاوندی است که در موارد زیر به کار می‌رود:
- برای جدا کردن روز، ماه، و سال در تاریخ.
- برای جداکردن مصراع‌های یک بیت.

از این نویسه نباید در اعداد اعشاری فارسی استفاده کرد. به جای آن، باید از نویسه ممیز (٫) استفاده کرد.

## کاربردها
1. به جای «یا» و «واو» عطف یا معادل دو واژه که حکم واحد دارند، خط مورب (/) را به کار می‌بریم: دکمه/دکمه/تکمه/تگمه از واژه‌های چند املایی هستند. مردن/درگذشتن/دار فانی را وداع گفتن/سقط شدن با معنای واحد، کاربردهای متفاوت دارند.[۳]
2. برای جدا کردن مصراع‌های یک بیت (به خصوص شعر نو)، خط مورب (/) را به کار می‌بریم: خانه دوست کجاست؟ /در فلق بود که پرسید سوار/ آسمان مکثی کرد[۲]
3. جدا کردن واج‌ها در مباحث زبان‌شناسی: واج‌های گ/ی/ا/ز/از واج‌های میانجی به‌شمار می‌آیند[۳]
4. برای جدا کردن روز، ماه و سال در تاریخ یا جلد و صفحه، خط مورب (/) را به کار می‌بریم: مسابقه در تاریخ ۸۷/۵/۲۹ برگزار شد.[۳] اگر چه که در محیط وب فارسی، نویسهٔ خط مورب می‌تواند سبب به هم‌ریختگی ترتیب روز و ماه و سال شود و به هم دلیل در یونیکد نویسه‌ای ویژه (؍) با کد U+060D برای این منظور تعیین شده است. مانند: ۱۳؍۰۱؍۱۴۰۱

## نویسه‌های مشابه[۴]
در استاندارد یونیکد، انواع دیگری از کج‌خط نیز وجود دارد که هم از نظر ظاهری و هم از نظر کد یونیکد و هم از نظر کاربرد با کج‌خط معمولی تفاوت دارند:
- ممیز (٫): برای جدا کردن قسمت اعشاری از قسمت صحیح یک عدد فارسی (⇧ Shift+۳ در صفحه کلید استاندارد فارسی)
- جداگر هزارگان (٬): برای دسته‌بندی ارقام یک عدد برای خوانایی بیشتر (⇧ Shift+۲ در صفحه کلید استاندارد فارسی)
- جداگر تاریخ (؍): در یونیکد نویسه‌ای با کد U+060D برای جداسازی اعداد روز، ماه و سال تعیین شده است که همواره روز را در سمت راست و سال را در سمت چپ نمایش می‌دهد. مانند: ۱۳؍۰۱؍۱۴۰۱

نویسه‌های کمتر استفاده شده:
- کج‌خط کسری (/) با کد یونیکد U+2044 برای نشان دادن کسر یا نسبت مانند ۲/۳
- کج‌خط تقسیم (/) با کد یونیکد U+2215 برابر علامت تقسیم (÷). مثلاً ۲۳ ÷ ۴۳ را می‌توان به صورت ۲۳ / ۴۳ نیز نوشت